# Graafschap Wartenberg

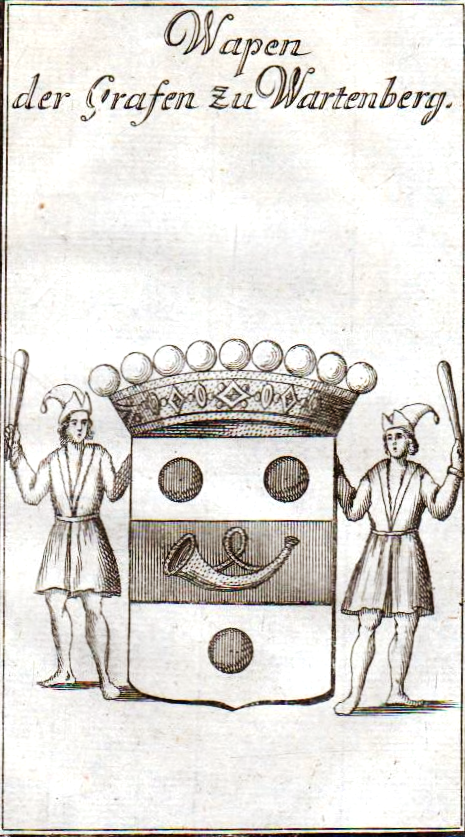
wapen van het graafschap

Het Graafschap Wartenberg was een tot de Boven-Rijnse Kreits behorend graafschap binnen het Heilige Roomse Rijk.
Reeds in de twaalfde eeuw is er een burcht Wartenberg bij Kaiserslautern. In 1382 is de burcht gemeenschappelijk bezit van een aantal ridderlijke families ("Ganerben"). De burcht wordt in 1522 verwoest.
Later resideerden de Wartenbergers in Wachenheim, Kaiserslautern en Mettenheim.
Johan Casimir II Kolbe van Wartenberg is onder andere eerste minister in Pruisen. Op voorspraak van de koning van Pruisen wordt hij in 1699 door de keizer tot graaf verheven. Hij verenigt zijn goederen in de Palts en Rijn-Hessen tot een graafschap Wartenberg. In 1739 wordt Wartenberg uitgesloten van het college der rijksgraven van de Rijksdag.
In 1797 wordt het graafschap ingelijfd bij Frankrijk.
In paragraaf 24 van de Reichsdeputationshauptschluss van 25 februari 1803 wordt de graaf schadeloos gesteld:
- voor het verlies van Wartenberg krijgt hij de abdij Rot.
- om af te staan aan Sickingen krijgt hij het dorp Pleß, dat deel uitmaakte van de abdij Buxheim. De achtergrond van dit artikel was de verkoop in 1788 van het dorp Ellerstadt en de pachthoven Aspach en Oranienhof aan Sickingen. De overdracht had echter nog niet plaatsgevonden toen deze goedere bij Frankrijk werden ingelijfd. Pleß moest dienen als vervanging.

Lang heeft de graaf geen plezier gehad van zijn nieuwe graafschap, want artikel 24 van de Rijnbondakte van 12 juli 1806 stelt het graafschap Rot onder de soevereiniteit van het koninkrijk Württemberg: de mediatisering.
Na de nederlagen van Napoleon wijst het Congres van Wenen in 1815 het voormalige graafschap Wartenberg grotendeels aan het koninkrijk Beieren toe. Mettenheim komt aan het groothertogdom Hessen-Darmstadt.

## Gebied van het graafschap
Mettenheim, Ellerstadt, kastenvoogdij Marienthal, graafschap Falkenstein en een aantal dorpen in de omgeving van Kaiserslautern.

## Regenten
| regering  | naamkop          | geboren    | overleden | familie |
| --------- | ---------------- | ---------- | --------- | ------- |
| 1661-1712 | Johan Casimir II | 6-2-1643   | 4-7-1712  |         |
| 1712-1772 | Casimir          | 6-5-1699   | 2-10-1772 | zoon    |
| 1772-1784 | Frederik Karel   | 3-4-1725   | 8-5-1784  | zoon    |
| 1784-1797 | Lodewijk         | 14-10-1752 | 10-3-1818 | zoon    |